# Neastacilla monoseta
Neastacilla monoseta är en kräftdjursart som först beskrevs av Guiler 1949.  Neastacilla monoseta ingår i släktet Neastacilla och familjen Arcturidae. Inga underarter finns listade i Catalogue of Life.